# Caroline af Ugglas

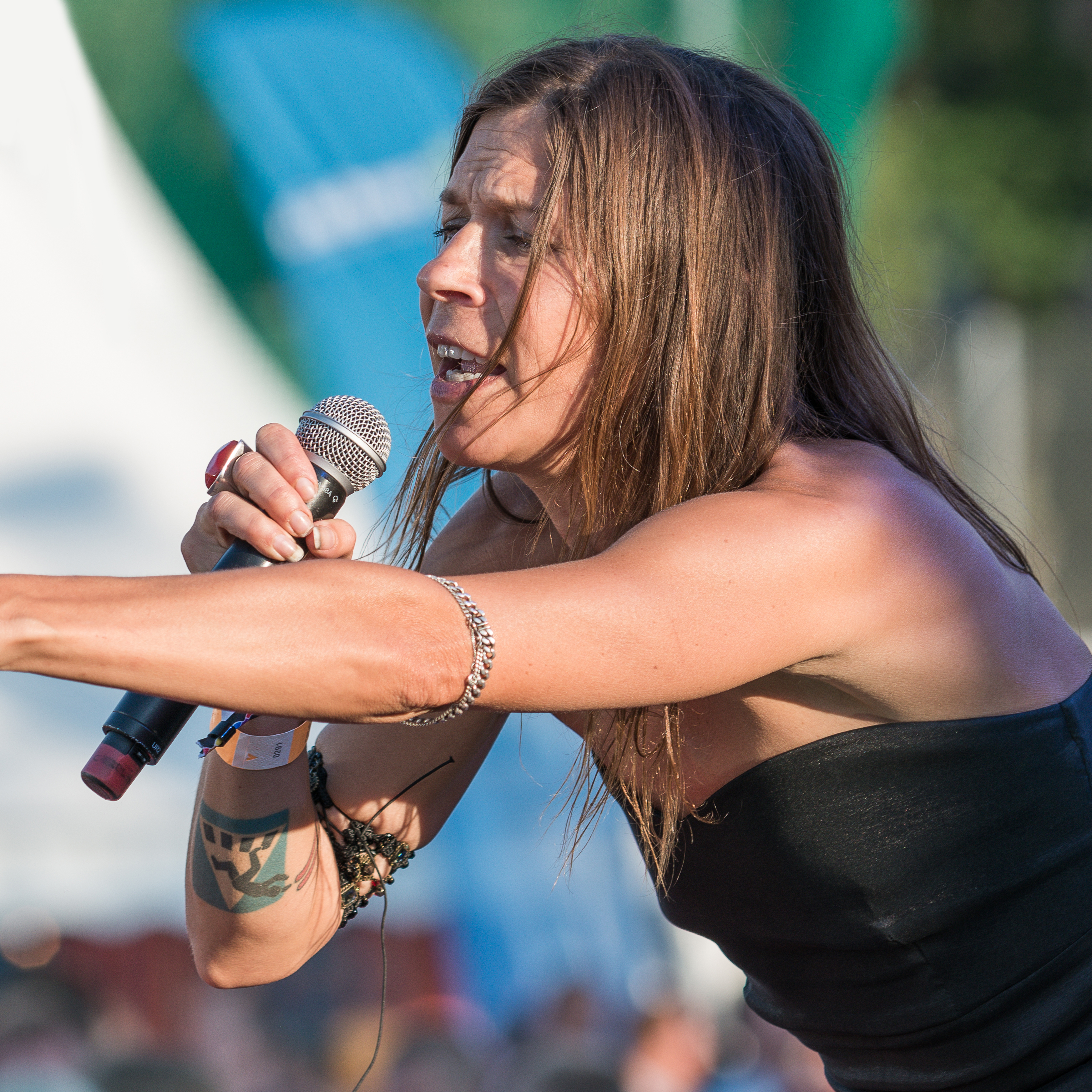
Caroline af Ugglas på Stockholm Pride 2014.

Caroline Thérèse af Ugglas Liljedahl, född 7 april 1972 i Stockholm, är en svensk friherrinna, konstnär, pop- och soulsångare samt körledare.. Hon är gift med Heinz Liljedahl och tillsammans har de två barn.

## Biografi
Caroline af Ugglas föddes i Bromma i västra Stockholm, som dotter till direktören friherre Carl af Ugglas samt logopeden och konsertsångerskan Yvonne af Ugglas, född Franke. Caroline af Ugglas växte först upp i Bromma men flyttade senare med föräldrarna till Djursholm. Hon gick humanistisk linje vid Danderyds gymnasium tillsammans med bland andra Sunil Munshi. Numera bor hon i Kungsängen. Hon studerade vid Calle Flygare Teaterskola och har arbetat som taltränare och sånglärare.
Det första albumet av af Ugglas fick namn efter en av hennes hundar, Ida Blue. Det andra albumet, Mrs. Boring, skrev hon tillsammans med maken, producenten Heinz Liljedahl. Hon har även levt tillsammans med mediakonsulten Henrik Kumlin. Tillsammans med medlemmarna i The Nomads bildade hon senare gruppen Twiggs. På Stefan Sundströms album Fabler från Bällingebro medverkade hon tillsammans med maken som körledare för 638 sångare.
Den 24 februari 2007 tävlade af Ugglas i deltävling fyra i Melodifestivalen 2007, som sändes från Gävle. Låten hon sjöng var "Tror på dig", som slutade på sjätte plats, utslagen. Den 7 februari 2009 tävlade hon i deltävling 1 i Melodifestivalen 2009 som sändes från Göteborg med låten Snälla, snälla. Låten gick inte direkt vidare utan föll i duellen mot Emilia; däremot gick hon vidare till andra chansen den 7 mars där låten var en av de två som gick vidare till finalen. I finalen slutade låten på en andraplats efter vinnaren Malena Ernman. Den 16 februari 2013 tävlade hon i deltävling tre i Melodifestivalen 2013 som sändes från Skellefteå. Låten hette "Hon har inte" och var en av favoriterna. Hon kom till andra chansen den 2 mars och slutade sexa, fjortonde plats i hela tävlingen.
Caroline af Ugglas deltog i programserien Så ska det låta den 19 januari 2007, 24 april 2009 och den 29 april 2011. Hon har även tillägnats ett avsnitt av Copycat Singers som sändes 2012. Den 5 juli 2000 talade af Ugglas i Sveriges Radios program Sommar i P1. I par med Göran Hägg vann hon 2006-2007 års säsong av den populära TV-tävlingen På spåret. Säsongen därpå åkte Göran Hägg och Caroline af Ugglas ut i semifinalen. De båda deltog i På Spårets mästarsäsong (2012–2013). Man fick oavgjort mot Ellinor Persson och Dick Harrison i gruppspelet och förlorade den andra matchen mot Johanna Koljonen och Marcus Birro. Hon är även upphovsmakerska till amerikanska Clash of the Choirs vars koncept försvenskades 2008 i Körslaget. af Ugglas har skrivit en svensk version av en John Lennon-låt med titeln "Vi blundar"[källa behövs]. Caroline Af Ugglas arbetar även som föreläsare.

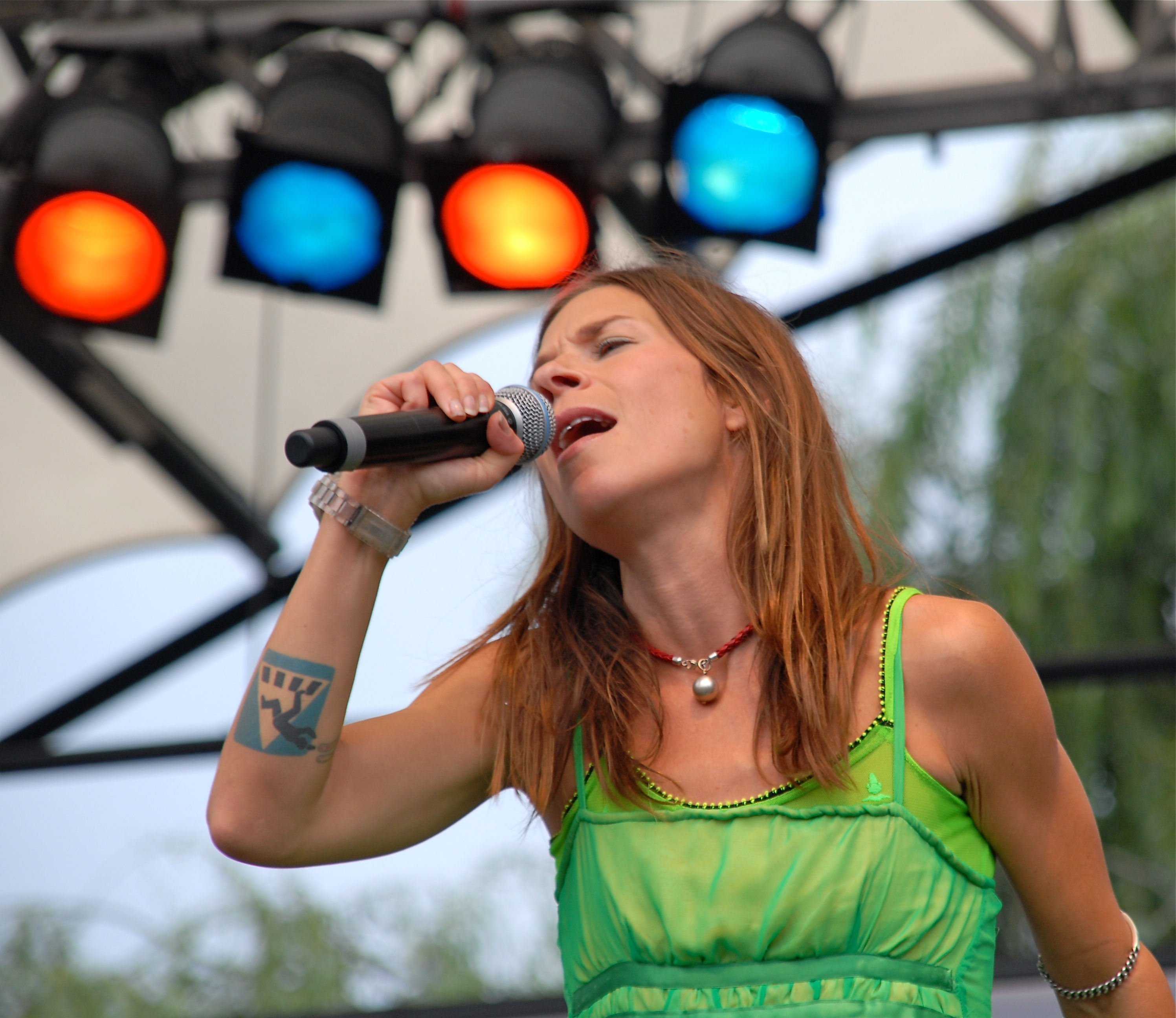
Caroline af Ugglas på Malmöfestivalen 2007
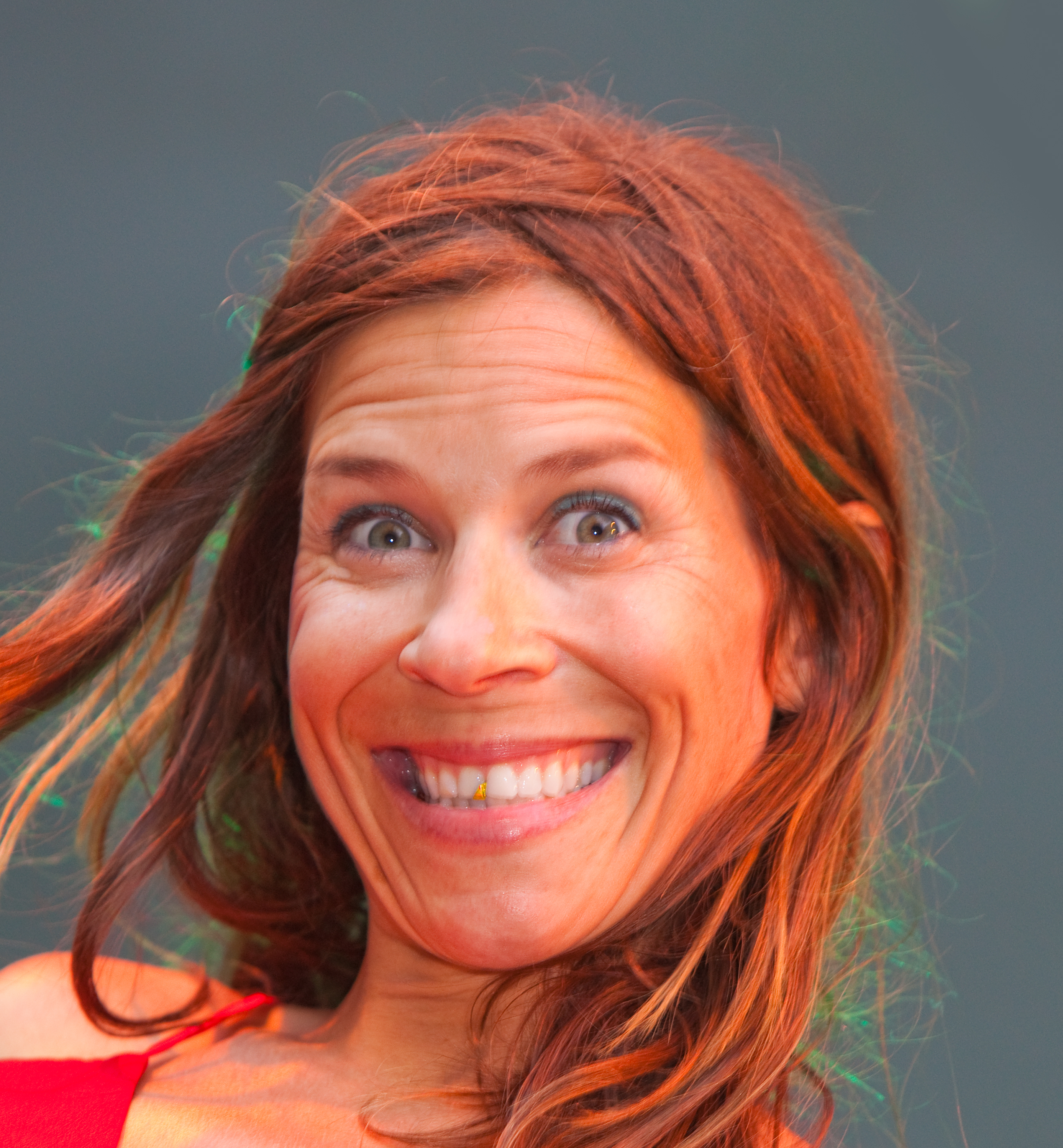
Caroline af Ugglas i Kungsträdgården 2010
- Caroline af Ugglas 2010

## Verklista

### Diskografi
- Ida Blue - 1997
- Mrs Boring - 1999
- Twiggs - 2005 (med Twiggs)
- Joplin på svenska - 2007
- Så gör jag det igen - 2009
- Vad var det jag sa - 2010
- Jag har katten - 2013

### Filmografi
- 1992 – Svart Lucia
- 1993 – Sökarna